# Teufel (Familienname)
Teufel ist ein deutscher Familienname.

## Herkunft und Bedeutung
Teufel ist in seiner Hauptbedeutung ein Übername, der auf das mittelhochdeutsche tiuvel oder tiufel (deutsch: Teufel) zurückgeht. Im Sinne eines Teufelskerls stand er für einen rücksichtslosen, vor nichts zurückschreckenden Menschen oder für jemanden mit diabolischem, hinterhältigem Charakter. Darüber hinaus konnte auch ein Laiendarsteller gemeint sein, der im Volksschauspiel den Teufel verkörperte.

## Namensträger
- Aini Teufel (1933–2025), deutsche Malerin, Grafikerin, Restauratorin und Schriftstellerin
- Alfred Teufel (1894–1985), deutscher Unternehmer
- Barbara Teufel (* 1961), deutsche Filmregisseurin und Drehbuchautorin
- Carl Teufel (1845–1912), deutscher Maler und Fotograf
- Erasmus von Teufel (Erasmus von Teu(f)fel, Freiherr von Gundersdorff; † um 1552), österreichischer Offizier
- Erwin Teufel (* 1939), deutscher Politiker (CDU), Ministerpräsident von Baden-Württemberg
- Frank Teufel (* 1966), deutscher Bildhauer
- Franz Ludwig Teufel (1848–1884), deutscher Klassischer Philologe, Orientalist und Bibliothekar
- Franziska Teufel (* 1966), deutsche Malerin, Grafikerin und Collagistin
- Fritz Teufel (Trainer) (1910–1989), deutscher Leichtathletik- und Fußballtrainer
- Fritz Teufel (Patentanwalt) (* 1940), deutscher Physiker und Patentanwalt
- Fritz Teufel (1943–2010), deutscher Aktivist der 68er-Bewegung und Mitglied der Terrororganisation Bewegung 2. Juni
- Georg Teufel (1870–1950), deutscher Brauereibesitzer, Landwirt, Politiker und bayerischer Landtagsabgeordneter
- Gerhard Teufel, Generalsekretär Studienstiftung des deutschen Volkes
- Hans Christoph Teufel (1567–1624), Reiseschriftsteller
- Heinz Teufel (Galerist) (1936–2007), deutscher Galerist
- Heinz Teufel (Fotograf) (* 1949), deutscher Fotograf
- Hugo Teufel III (* 1961), US-amerikanischer Datenschutzbeauftragter
- Johann Teufel (1896–1943), österreichischer Widerstandskämpfer
- Karl Teufel (Politiker) (1890–1964), deutscher Politiker (KPD), Bürgermeister von Überlingen am Ried
- Karl Teufel (Stadtoriginal) (Lachkarle; 1922–2003), deutsches Stadtoriginal von Tuttlingen
- Karl Teufel (Bischof) (* 1936), deutscher Geistlicher, Bischof der Neuapostolischen Kirche
- Lorenz Teufel (1879–1941), deutscher Landrat
- Lotta Teufel (* 1996), deutsche Schauspielerin
- Loyolina Teufel (1900–1944), deutsche Steyler Missionsschwester und Märtyrin
- Marc Teufel (* 1976), deutscher Sachbuchautor und Softwareentwickler
- Maximilian Teufel (1807–1846), württembergischer Landtagsabgeordneter
- Norman William Teufel (1928–2015), US-amerikanischer Juwelier
- Oskar Teufel (1880–1946), österreichischer Politiker (DnP), Abgeordneter zum Nationalrat
- Otto Teufel (* 1935), deutscher Ingenieur und Rentenexperte
- Reinhard Teufel (* 1979), österreichischer Politiker (FPÖ)
- Richard Teufel (1897–1958), deutscher Architekt und Kunsthistoriker
- Robert Teufel (* 1982), deutscher Theaterregisseur
- Shireen Teufel (* 1990), deutsche Fußballspielerin
- Stefan Teufel (* 1972), deutscher Politiker (CDU)
- Stefanie Teufel, deutsche Sachbuchautorin
- Wilhelm Julius Teufel (1861–1925), deutscher Unternehmer in Stuttgart (Fabrik chemisch-pharmazeutischer und chirurgisch-orthopädischer Artikel) und Korsettfabrikant
- Wolfram Teufel (* 1961), deutscher Schauspieler